# Papir dramàtic del Ramesseum
El Papir dramàtic del Ramesseum, Papir Ramesseum B o Papir B és un papir de l'època de la Dinastia XII d'Egipte descobert el 1896, dintre d'un grup de textos mèdics, per James Edward Quibell en la "Tomba del mag", probablement, la tomba de fossa d'un sacerdot lector, del Ramesseum. Un fragment del rotlle el va donar Alan Gardineral Museu Britànic al 1929.
El papir està escrit en recte, en jeroglífic lineal i difereix dels papirs mèdics. És anomenat Papir dramàtic perquè conté quaranta-sis escenes de text, complementades per trenta-una vinyetes amb escenes que representen les instruccions per a una litúrgia en honor de Senusret I, del c. 1971 abans de la nostra era, probablement els rituals de coronació del faraó, amb anotacions sobre els precedents mítics i significat diví. El text té columnes verticals que alternen amb els dibuixos, títols i algun text horitzontal. Per a l'historiador André Degaine, seria com els "quaderns d'un director teatral", amb el que cal recitar, les rèpliques, les acotacions escèniques o les il·lustracions de posada en escena. El 1928, Kurt Sethe publicà un estudi sobre el Papir dramàtic del Ramesseum i la Pedra de Shabaka, comentat el 1954 per Étienne Drioton. Les conclusions han permés testificar, a partir d'aquests documents, l'existència d'un teatre de l'Antic Egipte proper als misteris de la nostra edat mitjana. Aquests supòsits, però, són discutits per altres autors, per la raresa dels fragments estudiats. Aquest és el cas de David Lorand, que el considera més un text de propaganda, justificant l'arribada de Senusret I després de l'assassinat de son pare.